# Apfelwickler

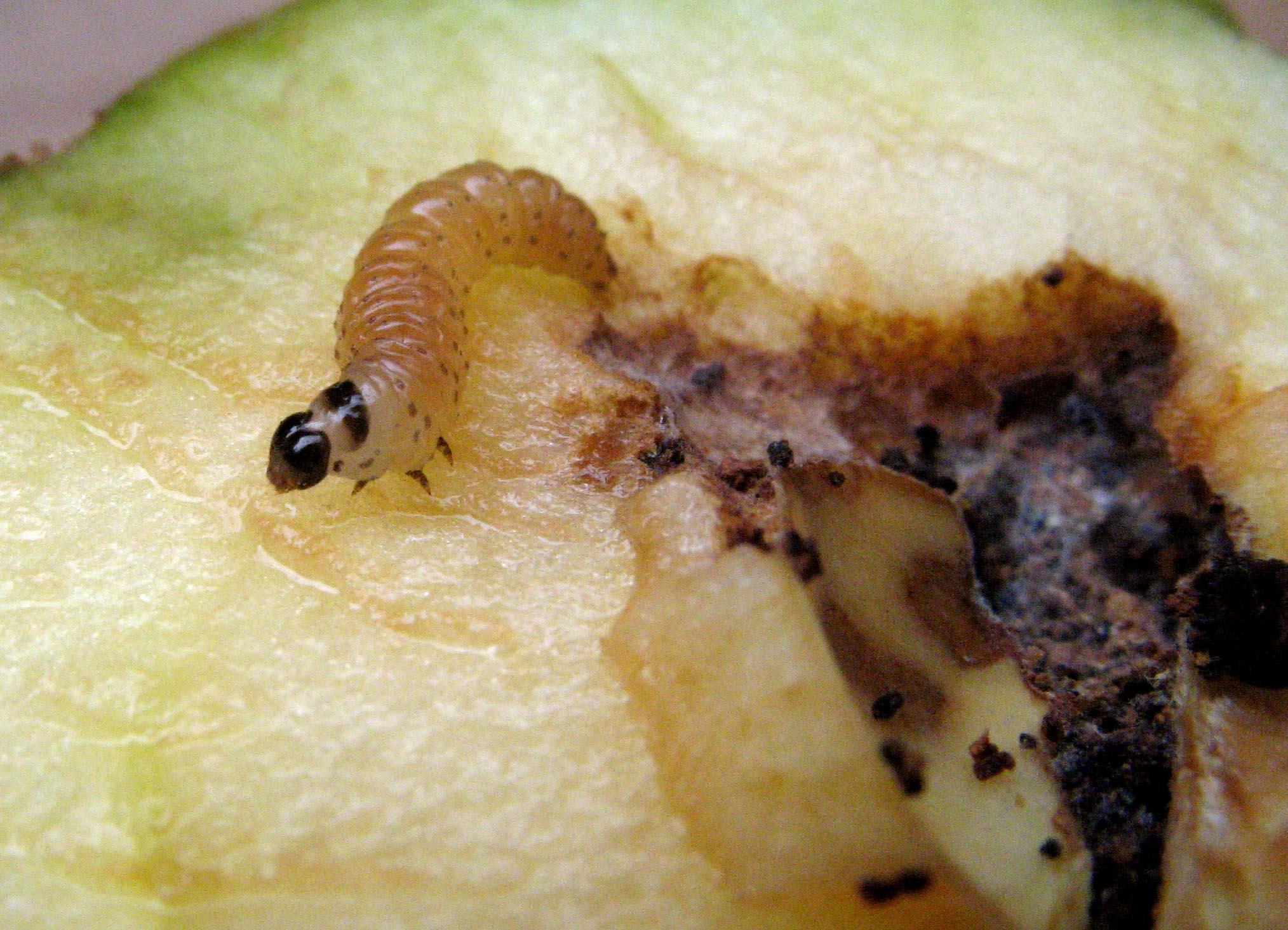
Jungraupe an einem Apfelkerngehäuse

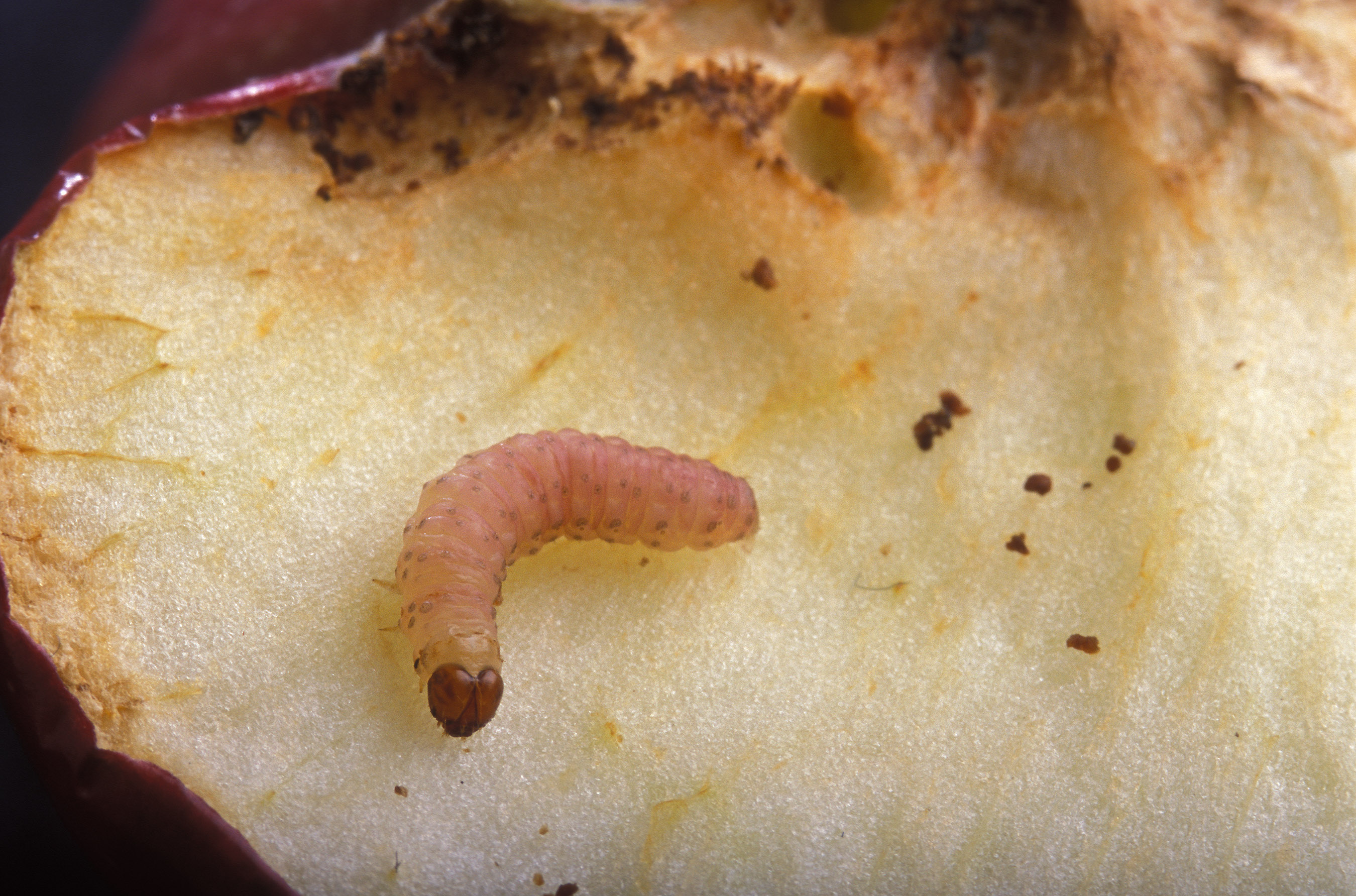
Ausgewachsene Raupe

Der Apfelwickler (Cydia pomonella, Syn.: Carpocapsa pomonella, Laspeyresia pomonella) ist ein Schmetterling (Nachtfalter) aus der Familie der Wickler (Tortricidae). Die Raupen des Apfelwicklers werden im Obstbau und Hausgarten als Schädling angesehen.

## Beschreibung

### Merkmale
Der Apfelwickler ist gräulich mit hellgrauen Streifen und kupferfarbenem Fleck am Ende der Flügel. Die Flügelspannweite beträgt 14 bis 22 Millimeter. Ruhend ist der Apfelwickler zehn Millimeter lang. Die abgelegten Eier sind sehr flach, rund und in der Höhe halb-linsenartig geformt. Die Farbe ist weiß-transparent. Ihre Größe beträgt einen Millimeter. Die geschlüpften Raupen sind zwei Millimeter lang und im letzten Larvenstadium 15 bis 20 Millimeter groß. Die Larven sind weißlich bis gelblich mit schwarzem Kopf und werden mit der Zeit immer rötlicher. Die gebildete Puppe ist braun und etwa 10 Millimeter lang.

### Lebensweise
Der Apfelwickler bildet zwei Generationen im Jahr, die erste fliegt hauptsächlich im Mai und Juni, die zweite im August und September. Optimale Bedingungen für den Flug findet der Apfelwickler während der Abenddämmerung. Vor allem an warmen, windstillen Abenden um 20 °C und bei feuchtem Wetter sind die Apfelwickler besonders aktiv. Die weiblichen Falter legen 30 bis 60 Eier auf den Früchten oder den Blättern der Obstbäume ab. Fallen die Temperaturen unter 15 °C, wird die Eiablage unterbrochen, denn unter 10 °C ist die Eientwicklung nicht möglich. Die Eiablage erfolgt auf plane Oberflächen. Anfangs, bis Juni, sind dies Blätter und später, ab Juli, die Früchte, wenn diese ihren Flaum verloren haben. Für die Entwicklung von der Eiablage bis zum Schlüpfen benötigt der Apfelwickler 7 bis 15 Tage. Die Schädlinge befallen die Frucht als L1-Larve (erstes Larvenstadium) und sie ernähren sich von dieser für etwa drei Wochen. Die Larven ernähren sich sowohl vom Fruchtfleisch als auch von den Samen. Für die Entwicklung vom Schlüpfen bis zur voll ausgewachsenen Larve benötigt die Raupe 3 bis 4 Wochen. Danach verlassen die Larven die Frucht, um sich zu verpuppen oder verpuppt zu überwintern. Entscheidend dafür ist die Genetik. So verpuppen sich 50 % sofort, die anderen 50 % hingegen nur, wenn klimatisch günstige Bedingungen für eine zweite Generation bestehen. Günstig sind die Umstände noch im Juni, während sich Mitte Juli nur noch wenige verpuppen. Ende Juli verpuppen sich alle und suchen den Überwinterungsplatz unter der Rinde auf. Unter günstigen Bedingungen fliegt eine zweite Generation im August und September. In wärmeren Klimaten sind bis zu vier Generationen pro Jahr möglich. Die Überwinterung erfolgt im Kokon, entweder in der Rinde der Bäume oder im Boden.

### Vorkommen und Verbreitung
Ursprünglich nur in Europa verbreitet, findet man ihn inzwischen weltweit. Neben Äpfeln (Malus spec.) werden vor allem unter klimatisch günstigeren Bedingungen (warme Jahre) auch Birnen (Pyrus spec.), Quitte (Cydonia oblonga), Aprikose, Pfirsiche (Prunus), Pflaume, Kirsche, Weißdorn, Edelkastanie (Castanea sativa), Echte Walnuss (Juglans regia) und Feige (Ficus carica) befallen.

## Pflanzenschäden

### Symptome

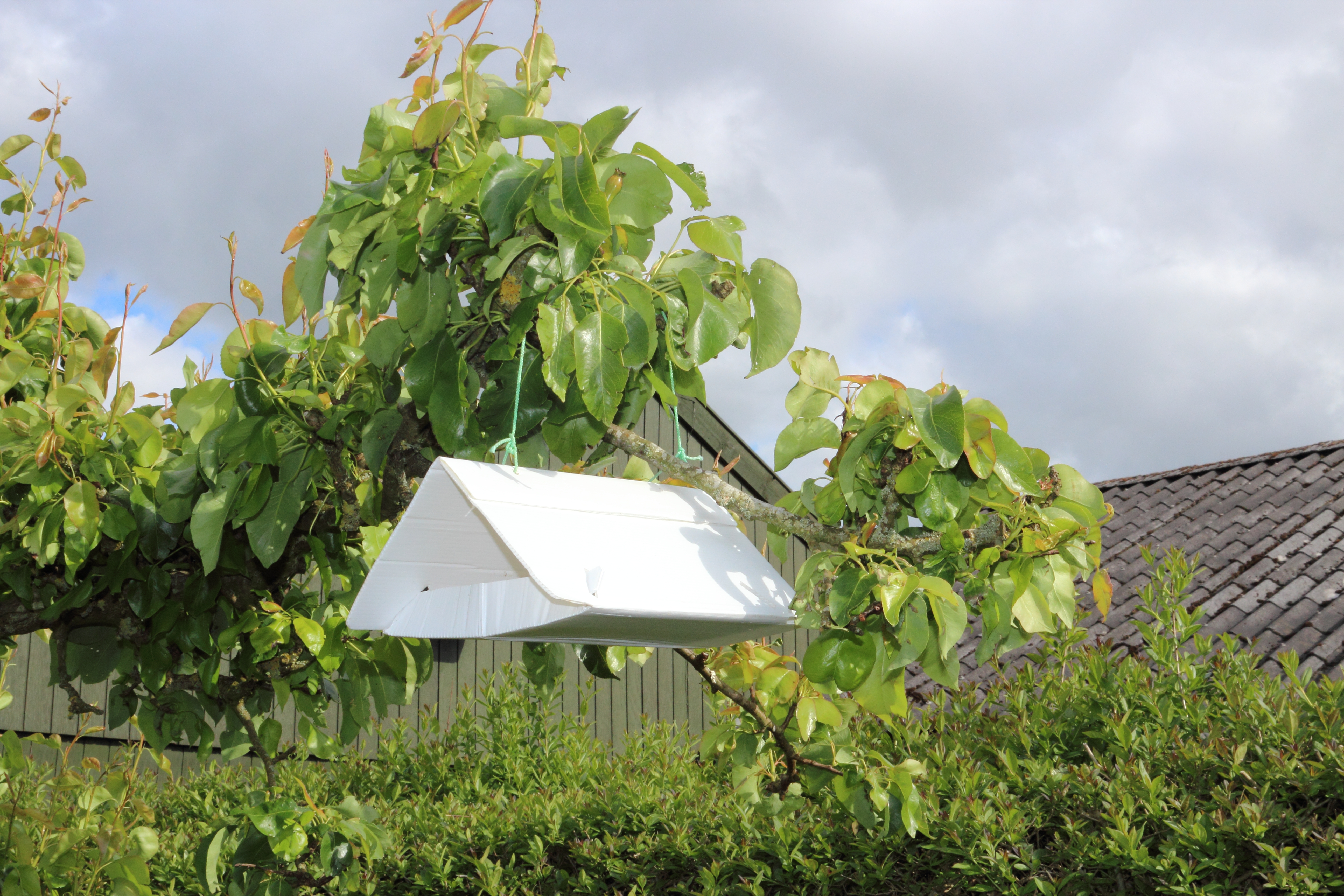
Pheromonfalle an einem Birnbaum

Die geschlüpfte Raupe frisst sich über die Fruchtspitze oder direkt in die Frucht zum Kerngehäuse vor. Zuerst legt sie einen gekrümmten Gang an und dringt anschließend direkt zum Fruchtinnern ein. Schließlich ernährt sie sich vom Kernhaus mitsamt den Samen (Kernen). Beim Fressen wird der Kot in der Form von Mehl ähnlich gemahlenem Kaffee über die Eintrittsstelle ausgeschieden und entsorgt.

### Gegenmaßnahmen
Prognosen zum Schädlingsaufkommen werden mit Pheromonfallen durchgeführt und das Schlüpfen der Eier mit Gradzahlen berechnet. Dabei werden alle Temperatursummen über 10 °C zusammengezählt. Dies gibt einen Anhaltspunkt für das Fortschreiten der Entwicklung, denn diese verhält sich proportional zur Temperatursumme. Letzteres wird heute mit Wetterstation und Computer automatisch ermittelt.
Bei geringem Befall im Vorjahr kann der Apfelwickler im Erwerbsobstbau gezielt chemisch durch Einsatz eines Larvizids wie Fenoxycarb (nicht in Deutschland, Österreich und der Schweiz zugelassen), Tebufenozid oder Methoxyfenozid (nicht in Deutschland zugelassen) bekämpft werden.
Bei stärkerem Befall setzt man auf die Verwirrmethode. In der biologischen Schädlingsbekämpfung nutzt man diese sowie das zu den Baculoviren gehörende Apfelwicklergranulovirus und verschiedene natürliche Gegenspieler wie Ohrwürmer (findet man häufig in den Fraßgängen der Apfelwicklerlarve), Wanzen und Schlupfwespen wie z. B. Elodia tragica, Trichomma enecator, Ascogaster quadridentatus und Hyssopus pallidus. Die Raupen stellen auch eine willkommene Nahrung für Vögel dar. Alle Maßnahmen, die diese Nützlinge fördern, tragen zur Regulierung des Schädlings bei.
Inzwischen sind jedoch auch Apfelwickler entdeckt worden, die resistent gegen das Apfelwicklergranulovirus sind.